# تل عرن
تل عرن بلدة تابعة لمنطقة السفيرة شرق محافظة حلب في سوريا. تقع جنوب شرق مدينة حلب. تشتهر بزراعة الخضراوات والأزهار.